# 鳥居重正
鳥居 重正（とりい しげまさ）は、戦国時代から江戸時代初期にかけての武士。徳川氏の家臣。

## 略歴
三河国碧海郡渡の武士・鳥居氏の一族で、岡崎城主松平広忠に仕えた鳥居正載の子。徳川家康の重臣として知られる鳥居元忠らとは同族であるという。『士林泝洄』は東条松平家の松平家忠に仕えたとしている。
永禄2年（1559年）に誕生した徳川家康の嫡男竹千代（松平信康）の傅役に任じられる。永禄6年（1566年）の三河一向一揆蜂起に際して鳥居一族は鳥居忠吉らが家康方に、鳥居忠広や重正は一揆方に加わり、重正は戸田忠次らとともに佐々木上宮寺に籠城している。天正7年（1579年）信康が自害させられた後は他の信康旧臣とともに内藤家長の麾下になったとも浪人したともいうが、後年、再び家康に仕えて天守番に任じられた。
元和2年（1616年）没。三子があり、実子の春起は松平忠吉、次いで尾張藩士となった。婿養子の正定は旗本として重正の家督を継承した。なお外孫にあたる重次は重正の実子と偽って幕府へ届けていたが、後に重正が自首して訂正されている。